# Nikolái Markov
Nikolái Markov (01 de febrero de 1995) es un atleta ruso especializado en marcha atlética.
Markov consiguió la medalla de bronce en la Copa del Mundo de Marcha Atlética de 2014, disputada en la ciudad china de Taicang. Es destacable también el quinto puesto conseguido en el Campeonato Mundial Junior de Atletismo de 2014 celebrado en Eugene.

## Mejores marcas personales
| Mejores marcas personales | Mejores marcas personales | Mejores marcas personales | Mejores marcas personales |
| Distancia                 | Tiempo                    | Lugar                     | Fecha                     |
| ------------------------- | ------------------------- | ------------------------- | ------------------------- |
| 5000 m PC                 | 20:06.85                  | Yaroslavl, Rusia          |                           |
| 10 000 m                  | 40:22.48                  | Eugene, Estados Unidos    | 25 de julio de 2014       |
| 10 km                     | 39:55                     | Taicang, China            | 3 de mayo de 2014         |
| 20 km                     | 1h:23:19                  | Cheboksary, Rusia         | 13 de junio de 2015       |
| PC - Pista Cubierta       |                           |                           |                           |